# Cantor (cratère)
Pour les articles homonymes, voir Cantor.
Cantor est un cratère d'impact lunaire situé dans l'hémisphère nord, sur la face cachée de la Lune. Le bord extérieur du cratère a une forme hexagonale distincte et est légèrement plus long dans la direction nord-sud. Les parois intérieures sont en terrasses multiples , bien que moins le long du bord ouest. Il y a un pic central bas au milieu du sol.
Le terrain entourant Cantor est fortement impacté par de nombreux petits cratères. Le vieux cratère H. G. Wells (en), fortement érodé, est situé au nord-ouest. Au sud-est se trouve le cratère Kidinnu (en).
Avant d'être officiellement nommé par l'Union astronomique internationale en 1970, Cantor s'appelait Crater 122.

## Cratères satellites
Par convention, ces caractéristiques sont identifiées sur les cartes lunaires en plaçant la lettre sur le côté du point médian du cratère le plus proche de Cantor.
| Cantor | Latitude | Longitude | Diamètre |
| ------ | -------- | --------- | -------- |
| C      | 39,5° N  | 120,3° E  | 21 km    |
| T      | 37,9° N  | 113,4° E  | 23 km    |